# John Malkovich
John Malkovich (* 9. prosince 1953 Christopher, Illinois) je americký herec, režisér, divadelní výtvarník a filmový producent. Jako herec se objevil ve více než 70 filmech a získal 2 nominace na cenu Americké akademie filmových umění věd Oscar.

## Osobní život
Pochází z úřednicko-novinářské rodiny, jeho otec Daniel Leo byl státní ochránce přírody a šéfredaktor přírodovědeckého časopisu, majitelkou téhož časopisu a novinářkou místních novin byla jeho matka. Prarodiče z otcovy strany byli Chorvati z Ozalje, matka Joe Anne Choisser měla předky skotského, francouzského a německého původu. John má tři sestry a staršího bratra, vyrůstali v Bentonu ve státě Illinois. V dětství a zejména v dospívání měl nadváhu a kvůli školnímu sportu (americký fotbal) držel redukční dietu. Kromě sportu se věnoval také hudbě a zpíval v chrámovém sboru.
Vzhledem k tomu, že oba jeho rodiče se angažovali v ochraně přírody, toužil i on být profesionálním ochráncem přírody. Proto nejprve studoval ekologii na Eastern Illinois University, ale pak zvítězil zájem o divadlo a přešel na studium herectví na Illinois State University. Ochotnicky hrál divadlo od roku 1972.

## Kariéra
V roce 1974 až 1976 společně s Joan Allen, Gary Sinisem a Glenn Headly založili v Chicagu dnes významné divadlo Steppenwolf Theatre Company, kde hrál, režíroval a pracoval i jako divadelní výtvarník. Od konce 70. let působí také na newyorské Broadwayi, kde jako herec i režisér získal několik významných divadelních cen (Obie Award a Drama Desk Award).
Ve filmu působí od roku 1978, jeho první velký úspěch přišel v roce 1984, kdy byl poprvé nominován na Oscara za snímek Místa v srdci. V roce 1987 se objevil ve filmu Stevena Spielberga Říše slunce a v adaptaci hry Tennesseeho Williamse Skleněný zvěřinec. Velký úspěch mu přinesla role zlověstného a citlivého Valmonta ve snímku Nebezpečné známosti, kde se objevil vedle Glenn Close.
V roce 1992 se objevil ve filmové adaptaci románu Johna Steinbecka O myších a lidech. O dva roky později si vysloužil další nominaci na Oscara, opět za vedlejší roli, za snímek S nasazením života. Verzi sama sebe s prostředním jménem Horatio ztvárnil ve filmu napsaném Charlie Kaufmanem V kůži Johna Malkoviche. Jako cameo se objevil v dalším filmu, jehož autorem je Kaufman, Adaptace. V roce 2002 byl uveden jeho režisérský debut Tanečník seshora. Téhož roku 2002 ztvárnil ministra zahraničí knížete Talleyranda ve francouzské sérii Napoleon režiséra Yvese Simoneaua Napoleon I.-IV., GMT 2002, Yves Simoneau.
Na 44. ročníku MFF v Karlových Varech roku 2009 obdržel cenu Křišťálový glóbus za svůj celoživotní přínos oboru kinematografie.

## Filmografie

### Herec

#### Film
| Rok  | Název                                               | Role                           | Poznámky                 |
| ---- | --------------------------------------------------- | ------------------------------ | ------------------------ |
| 1978 | Svatba                                              | svatební host                  | nebyl uveden v titulcích |
| 1984 | Místa v srdci                                       | pan Will                       |                          |
| 1984 | Vražedná pole                                       | Alan 'Al' Rockoff              |                          |
| 1985 | Eleni                                               | Nicholas "Nick" Cage           |                          |
| 1987 | Chlap na míru                                       | Dr.Jeff Peters / Ulysses       |                          |
| 1987 | Skleněný zvěřinec                                   | Tom Wingfield                  |                          |
| 1987 | Říše slunce                                         | Basie                          |                          |
| 1988 | Nebezpečné známosti                                 | vikomt Sébastien de Valmont    |                          |
| 1990 | Pod ochranou nebe                                   | Port Moresby                   |                          |
| 1991 | Dospívání v Queens                                  | Eliot                          |                          |
| 1991 | Objekt krásy                                        | Jake Bartholemew               |                          |
| 1991 | Stíny a mlha                                        | klaun                          |                          |
| 1992 | O myších a lidech                                   | Lennie Small                   |                          |
| 1992 | Jennifer 8                                          | agent St. Anne                 |                          |
| 1993 | Přežít                                              | starý Carlitos / vypravěč      | nebyl uveden v titulcích |
| 1993 | S nasazením života                                  | Mitch Leary                    |                          |
| 1995 | Za mraky                                            | The Director                   |                          |
| 1995 | O Convento                                          | Michael                        |                          |
| 1996 | Boss                                                | generál Thomas Timms           |                          |
| 1996 | Mary Reilly                                         | Dr. Henry Jekyll / Edward Hyde |                          |
| 1996 | Portrét dámy                                        | Gilbert Osmond                 |                          |
| 1996 | Netvor                                              | Abel Tiffauges                 |                          |
| 1997 | Con Air                                             | Cyrus 'The Virus' Grissom      |                          |
| 1998 | Muž se železnou maskou                              | Athos                          |                          |
| 1998 | Hráči                                               | Teddy KGB                      |                          |
| 1999 | Čas znovu nalezený                                  | baron de Charlus               |                          |
| 1999 | Dámské předpokoje                                   | Roberto                        |                          |
| 1999 | V kůži Johna Malkoviche                             | John Horatio Malkovich         |                          |
| 1999 | Johanka z Arku                                      | Karel VII.                     |                          |
| 2000 | Ve stínu upíra                                      | F. W. Murnau                   |                          |
| 2001 | Les âmes fortes                                     | Monsieur Numance               |                          |
| 2001 | Vracím se domů                                      | John Crawford, filmový režisér |                          |
| 2001 | Flákači                                             | Teddy Deserve                  |                          |
| 2001 | Hotel                                               | Omar Johnson                   |                          |
| 2002 | Tanečník seshora                                    | Adimael Guzman                 | nebyl uveden v titulcích |
| 2002 | Ripleyho hra                                        | Tom Ripley                     |                          |
| 2002 | Adaptace                                            | sebe                           | cameo                    |
| 2003 | Johnny English                                      | Pascal Sauvage                 |                          |
| 2003 | Um Filme Falado                                     | Comandante John Walesa         |                          |
| 2004 | Libertin                                            | Karel II. Stuart               |                          |
| 2005 | Stopařův průvodce po Galaxii                        | Humma Kavula                   |                          |
| 2005 | Říkejte mi Kubrick                                  | Alan Conway                    |                          |
| 2006 | Umění musí bolet                                    | profesor Sandiford             |                          |
| 2006 | Klimt                                               | Klimt                          |                          |
| 2006 | Eragon                                              | Galbatorix                     |                          |
| 2007 | Beowulf                                             | Unferth                        |                          |
| 2008 | Transport                                           | Mort                           |                          |
| 2008 | Velký Buck Howard                                   | Buck Howard                    |                          |
| 2008 | Gardens of the Night                                | Michael                        |                          |
| 2008 | Výměna                                              | reverend Gustav Briegleb       |                          |
| 2008 | Kronika mutantů                                     | Constantine                    |                          |
| 2008 | Po přečtení spalte                                  | Osbourne Cox                   |                          |
| 2008 | Hanebnost                                           | profesor David Lurie           |                          |
| 2008 | Afterwards                                          | Kay                            |                          |
| 2010 | The Infernal Comedy: Confessions of a Serial Killer | Jack Unterweger                |                          |
| 2010 | Jonah Hex                                           | Quentin Turnbull               |                          |
| 2010 | Secretariat                                         | Lucien Laurin                  |                          |
| 2010 | Red                                                 | Marvin Boggs                   |                          |
| 2010 | Opilý koráb                                         | Mort Gleason                   |                          |
| 2011 | Transformers 3                                      | Bruce Brazos                   |                          |
| 2012 | Lines of Wellington                                 | generál Wellington             |                          |
| 2013 | Mrtví a neklidní                                    | generál Grigio                 |                          |
| 2013 | Sibiřská škola                                      | děda Kuzja                     |                          |
| 2013 | Ecstasy                                             | Vinny                          | krátkometrážní film      |
| 2013 | Red 2                                               | Marvin Boggs                   |                          |
| 2014 | Chavez                                              | Bogdanovič starší              |                          |
| 2014 | Tučňáci z Madagaskaru                               | Dave (hlas)                    |                          |
| 2014 | Casanova Variations                                 | Giacomo Casanova               |                          |
| 2014 | Nepohodlný svědek                                   | šerif Vogel                    |                          |
| 2016 | Zoolander No. 2                                     | Chazz Spencer                  |                          |
| 2016 | Dominion                                            | dr. Felton                     |                          |
| 2016 | Deepwater Horizon: Moře v plamenech                 | Donald Vidrine                 |                          |
| 2016 | Psychogenic Fugue                                   | různé role                     | krátkometrážní film      |
| 2017 | V utajení                                           | Bob Hunter                     |                          |
| 2017 | I Love You, Daddy                                   | Leslie Goodwin                 |                          |
| 2017 | Bullet Head                                         | Walker                         |                          |
| 2017 | O lásce - pouze pro dospělé                         | vypravěč                       |                          |
| 2017 | Svatba na divoko                                    | Laurence Darling               |                          |
| 2018 | Supercon                                            | Sid Newberry                   |                          |
| 2018 | 22. míle                                            | James Bishop                   |                          |
| 2018 | V pasti                                             | Douglas                        |                          |
| 2019 | Zlo s lidskou tváří                                 | soudce Edward Cowart           |                          |
| 2019 | Velvet Buzzsaw                                      | Piers                          |                          |
| 2020 | Arkansas                                            | —                              |                          |
| —    | Ava                                                 | —                              |                          |
| —    | Valley of the Gods                                  | Wes Tauros                     |                          |
| —    | El Tonto                                            | —                              |                          |

#### Televize
| Rok              | Název                                 | Role                 | Poznámky            |
| ---------------- | ------------------------------------- | -------------------- | ------------------- |
| 1981             | Word of Honor                         | Gary                 | TV film             |
| 1983             | Say Goodnight, Gracie                 |                      | TV film             |
| 1984             | American Playhouse                    | Lee                  | TV film             |
| 1985             | Smrt obchodního cestujícího           | Biff Loman           | TV film             |
| 1986             | Rocket to the Moon                    | Ben Stark            | TV film             |
| 1986             | Santabear's First Christmas           | Santa Claus (hlas)   | TV film             |
| 1989, 1993, 2008 | Saturday Night Live                   | Sám sebe             | 3 díly              |
| 1991             | Old Times                             | Deeley               | TV film             |
| 1993             | Srdce temnoty                         | Kurtz                | TV film             |
| 1999             | RKO 281                               | Herman Mankiewicz    | TV film             |
| 2000             | Bídníci                               | Javert               | 4 dílů              |
| 2002             | Napoleon                              | Charles Talleyrand   | 4 dílů              |
| 2014             | Crossbones                            | Blackbeard           | 9 dílů              |
| 2018–2019        | Miliardy                              | Grigor Andolov       | 6 dílů              |
| 2018             | Agatha Christie: Vraždy podle abecedy | Hercule Poirot       | 3 dílů              |
| 2019             | Matchday: Inside FC Barcelona         | Vypravěč (hlas)      | 8 dílů, dokument    |
| 2020             | Nový papež                            | Papež John Paul III. | hlavní role, 9 dílů |
| 2020             | Jednotky vesmírného nasazení          | Dr. Adrian Mallory   | hlavní role         |

### Režisér
- Tanečník seshora (2002)
- Hideous Man (2002)

### Scenárista
- Hideous Man (2002)
- 100 Years (2015)

### producent
- Náhodný turista (1988) (výkonný producent)
- Přízračný svět (2001)
- The Loner (2001)
- Tanečník seshora (2002)
- Dragans of New York (2002)
- Libertin (2004)
- Kill the Poor (2006)
- Umění musí bolet (2006)
- Juno (2007)
- Goon Canary (2009)
- Znovu a jinak (2011)
- Charlieho malá tajemství (2012)
- Chavez (2013)
- Demolice (2015)
- Svatba na divoko (2017)